# Heliotropium greggii
Heliotropium greggii är en strävbladig växtart som beskrevs av John Torrey. Heliotropium greggii ingår i Heliotropsläktet som ingår i familjen strävbladiga växter. Inga underarter finns listade i Catalogue of Life.